# Czerwona plamistość liści śliwy

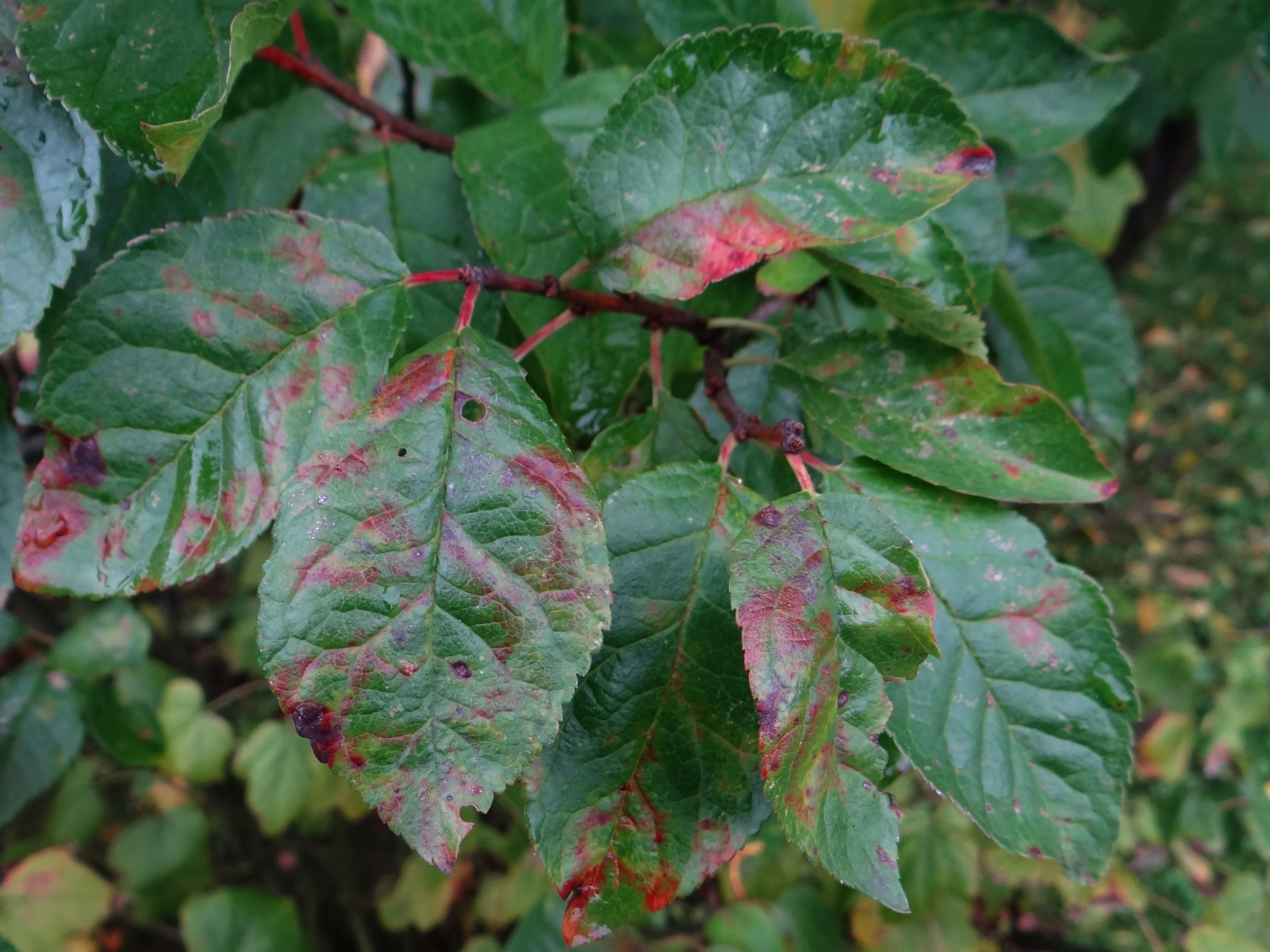
Porażone liście śliwy

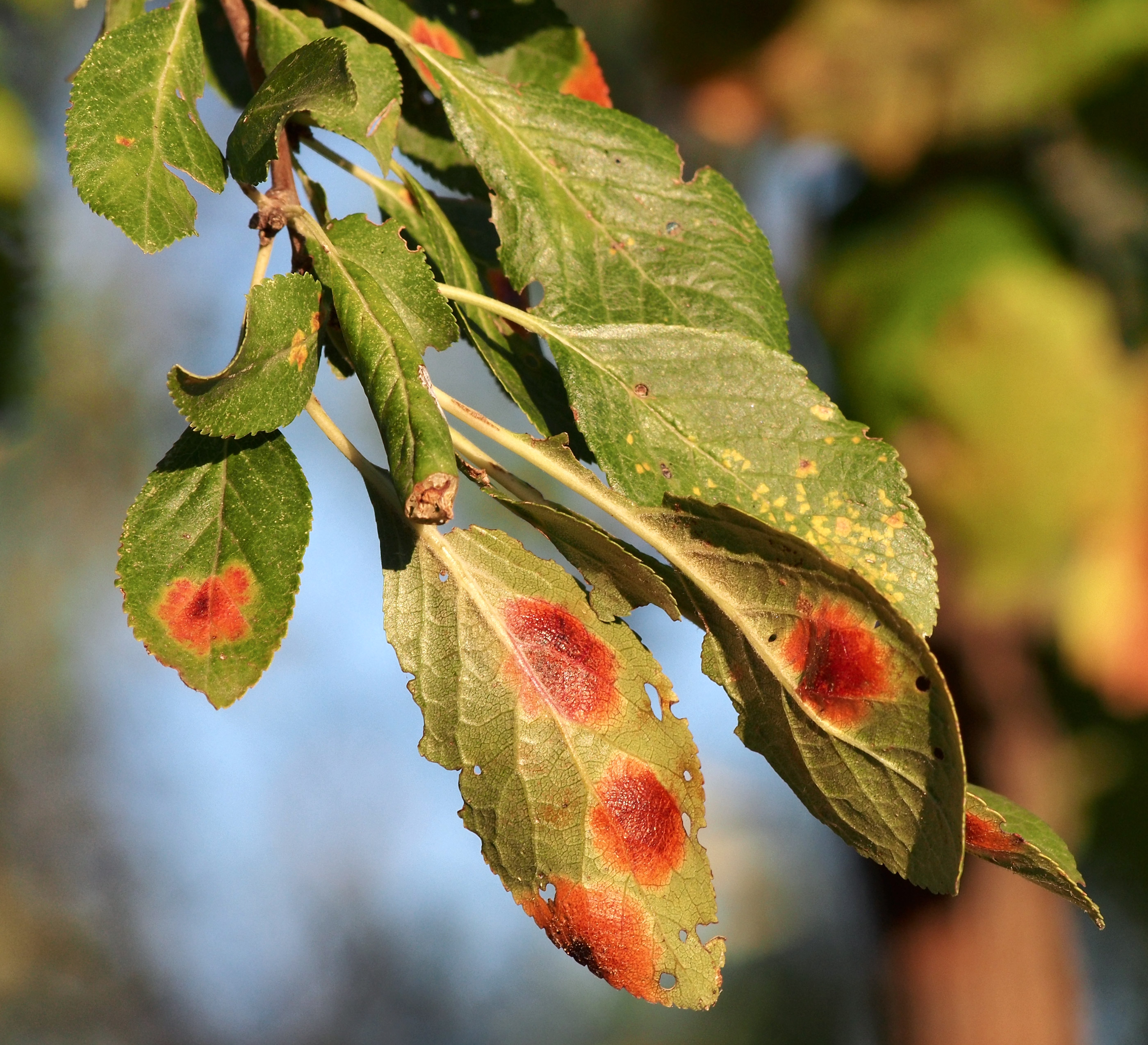
Porażone liście śliwy

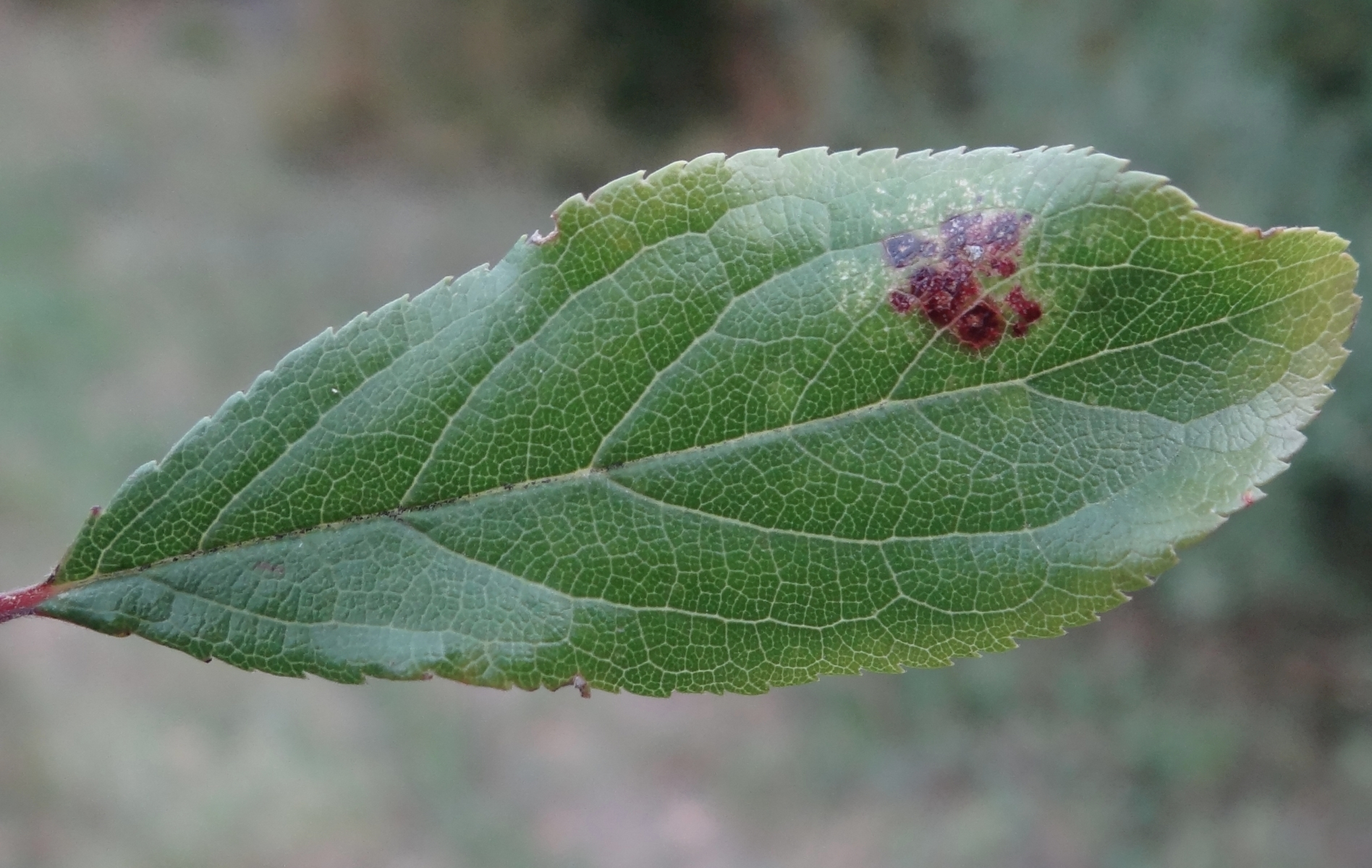
Plama na listku tarniny

Czerwona plamistość liści śliwy, czerwona plamistość śliwy (ang. leaf blotch of plum) – choroba śliw wywołana przez grzyba Polystigma rubrum.

## Objawy i szkodliwość
Choroba występuje na śliwie domowej, lubaszce, ałyczy i tarninie powodując plamistość liści. Pierwsze objawy pojawiają się w czerwcu. Początkowo są to plamy żółtawo-brązowe, szybko jednak stają się pomarańczowe, a potem czerwonobrązowe Tkanka liścia w obrębie plam jest zgrubiała, początkowo mięsista, później stwardniała, same zaś plamy otoczone są ciemniejszą obwódką. Pod plamami na dolnej stronie liścia można dostrzec czarne punkciki – są to owocniki grzyba. Rozwój porażonych liści ulega zahamowaniu i opadają z drzewa wcześniej, niż liście zdrowe.
Jest to choroba o niewielkiej szkodliwości.

## Rozwój patogena
Patogen zimuje w porażonych, opadłych liściach. W okresie od ich opadnięcia do wiosny w liściach tych rozwijają się owocniki stadium płciowego (askospory). Od marca do początku lipca zarodniki te rozsiewają się, infekując młode liście śliw. Następuje to podczas opadów deszczu. W porażonych liściach w obrębie plam wytwarzane są zarodniki stadium bezpłciowego (konidia). Nie posiadają one jednak zdolności infekcyjnych, dzięki czemu nie dochodzi do infekcji wtórnych.

## Ochrona
Ponieważ patogen zimuje w opadłych liściach, należy je wygrabiać spod drzew i niszczyć. W rejonach, w których choroba występuje corocznie w dużym nasileniu, profilaktycznie zwalcza się ją poprzez opryskiwanie drzew fungicydami miedziowymi lub ditiokarbaminianowymi. Zabiegi wykonuje się w okresie wysiewu zarodników konidialnych, czyli od marca do czerwca.